# Patrick Zoundi
Patrick Zoundi (ur. 19 lipca 1982 w Wagadugu) – burkiński piłkarz grający na pozycji bocznego pomocnika lub napastnika.

## Kariera klubowa
Karierę piłkarską rozpoczął w klubie Planète Champion Wagadugu ze stolicy kraju Wagadugu. W 1998 roku zadebiutował w jego barwach w burkińskiej ekstraklasie i grał w niej przez 2 lata w zespole Planète Champion.
Latem 2000 roku Zoundi podpisał kontrakt z belgijskim KSC Lokeren. W pierwszej lidze Belgii zadebiutował 20 grudnia 2000 roku w wygranym 3:1 domowym spotkaniu z R.A.A. Louviéroise. W Lokeren grał przez 5 lat. Rozegrał 76 meczów w lidze i strzelił 7 goli.
W 2005 roku Burkińczyk wyjechał do Grecji i podpisał kontrakt z tamtejszym Ethnikosem Asteras. Przez rok grał w nim w drugiej lidze, a następnie odszedł do innego zespołu z tej ligi, Asterasu Tripolis. W 2007 roku awansował z nim do pierwszej ligi. W sezonie 2008/2009 grał w Panserraikosie, z którym spadł do drugiej ligi.
W 2009 roku Zoundi został piłkarzem Fortuny Düsseldorf. Zadebiutował w niej 15 sierpnia 2009 w przegranym 0:1 wyjazdowym meczu z Unionem Berlin. Do końca kariery grał w takich klubach jak: 1. FC Union Berlin, MSV Duisburg i 1. FC Saarbrücken.
| Sezon   | Klub                      | Kraj         | Rozgrywki     | Mecze | Bramki |
| ------- | ------------------------- | ------------ | ------------- | ----- | ------ |
| 1998/99 | Planète Champion Wagadugu | Burkina Faso | Superdivision | ?     | ?      |
| 1999/00 | Planète Champion Wagadugu | Burkina Faso | Superdivision | ?     | ?      |
| 2000/01 | KSC Lokeren               | Belgia       | Eerste klasse | 6     | 0      |
| 2001/02 | KSC Lokeren               | Belgia       | Eerste klasse | 31    | 6      |
| 2002/03 | KSC Lokeren               | Belgia       | Eerste klasse | 7     | 0      |
| 2003/04 | KSC Lokeren               | Belgia       | Eerste klasse | 14    | 1      |
| 2004/05 | KSC Lokeren               | Belgia       | Eerste klasse | 18    | 0      |
| 2005/06 | Ethnikos Asteras          | Grecja       | Beta Ethniki  | 28    | 4      |
| 2006/07 | Asteras Tripolis          | Grecja       | Beta Ethniki  | 28    | 6      |
| 2007/08 | Asteras Tripolis          | Grecja       | Super League  | 13    | 1      |
| 2008/09 | Panserraikos              | Grecja       | Super League  | 18    | 2      |
| 2009/10 | Fortuna Düsseldorf        | Niemcy       | 2. Bundesliga | 19    | 1      |
| 2010/11 | Fortuna Düsseldorf        | Niemcy       | 2. Bundesliga | 23    | 1      |
| 2011/12 | 1. FC Union Berlin        | Niemcy       | 2. Bundesliga | 28    | 4      |
| 2012/13 | 1. FC Union Berlin        | Niemcy       | 2. Bundesliga | 20    | 1      |
| 2013/14 | MSV Duisburg              | Niemcy       | 3. liga       | 33    | 5      |
| 2014/15 | 1. FC Saarbrücken         | Niemcy       | Regionalliga  | 16    | 1      |

## Kariera reprezentacyjna
W 1999 roku Zoundi wystąpił na Mistrzostwach Świata U-17 w Nowej Zelandii. W reprezentacji Burkiny Faso zadebiutował w 2004 roku. W tamtym roku został powołany do kadry na Puchar Narodów Afryki 2004, a w 2010 roku na Puchar Narodów Afryki 2010.